# Szent Benjámin
Szent Benjámin diakónus 424-ben szenvedett mártírhalált Perzsiában, az I. Jazdagird és V. Bahrám királyok uralkodása idején mintegy negyven esztendeig tartó keresztényüldözés során. Bahrám olyan ádázul üldözte a vallási kisebbségeket, hogy a keresztényeket a legválogatottabb kínzásoknak rendelte alávetni.
Benjámint keresztény hitéért előbb bebörtönözték, aztán kiengedték azzal a feltétellel, hogy nem hirdeti hitét. Szabadon bocsátását II. Theodosius bizánci császárnak sikerült elérnie követe útján. Szent Benjámin azonban kijelentette, hogy neki kötelessége a Krisztust szólni, és hogy nem hallgathat. Halálra kínozták, a császár parancsára kihegyezett szögeket vertek keze-lába körmei alá.
Szent Benjámin ünnepnapja március 31. az ortodox kereszténységben és a bizánci rítusú keleti katolikus egyházakban. Megemlíti a Martyrologium Romanum is, ugyanakkor nem szerepel a Római kalendáriumban.